# Киржень
Киржень — река в России, протекает в Гагинском и Шатковском районах Нижегородской области. Устье реки находится в 305 км по левому берегу реки Пьяна. Длина реки составляет 16 км.
Исток реки у села Осиновка (Моисеевский сельсовет, Гагинский район) в 17 км к северо-западу от райцентра, села Гагино. Верхнее течение лежит в Гагинском районе, затем река некоторое время течёт по Шатковскому району, в нижнем течении возвращается в Гагинский. Генеральное направление течения — северо-восток, река течёт по безлесой местности. На реке расположены село Осиновка (Моисеевский сельсовет, Гагинский район) и деревня Свербино (Шараповский сельсовет, Шатковский район). Впадает в Пьяну у села Воронцово.

## Данные водного реестра
По данным государственного водного реестра России относится к Верхневолжскому бассейновому округу, водохозяйственный участок реки — Сура от устья реки Алатырь и до устья, речной подбассейн реки — Сура. Речной бассейн реки — (Верхняя) Волга до Куйбышевского водохранилища (без бассейна Оки).
По данным геоинформационной системы водохозяйственного районирования территории РФ, подготовленной Федеральным агентством водных ресурсов:
- Код водного объекта в государственном водном реестре — 08010500412110000039654
- Код по гидрологической изученности (ГИ) — 110003965
- Код бассейна — 08.01.05.004
- Номер тома по ГИ — 10
- Выпуск по ГИ — 0